# Benakal, Yelbarga
Benakal là một làng thuộc tehsil Yelbarga, huyện Koppal, bang Karnataka, Ấn Độ.